# 85197 Ginkgo
85197 Ginkgo è un asteroide della fascia principale. Scoperto nel 1991, presenta un'orbita caratterizzata da un semiasse maggiore pari a 2,1918937 UA e da un'eccentricità di 0,1547281, inclinata di 2,59052° rispetto all'eclittica.